# 中華民國海洋委員會
海洋委員會（簡稱海委會）是中華民國有關海洋事務的最高主管機關，2018年4月28日成立；是第一個設立在南臺灣的中央部會。其負責國家總體海洋政策、海域安全、海岸管理、海洋保育及永續發展、海洋科技研究與海洋文教政策。

## 歷史
- 中華民國政府過去的海洋事務管理，分散在內政部警政署水上警察局、財政部關稅總局、國防部（海軍總司令部及臺灣警備總司令部）、國家安全局、行政院農業委員會等單位，各單位透過警備總部（後期改為海岸巡防司令部）主導的行政院會報協調工作及情資，但仍因事權不一造成許多困擾。

- 2000年1月28日，「行政院海岸巡防署」成立，海洋海岸巡防維護事項整合。
- 2010年2月3日，修正《行政院組織法》增設「海洋委員會」。
- 2015年6月16日，立法委員邱文彥等提案的海洋委員會組織四法（海洋委員會、海巡署、海洋保育署、國家海洋研究院）三讀通過。[3][4]7月1日，總統府公布制定《海洋委員會組織法》[5]及相關組織法。
- 2016年
  - 1月8日，行政院發布命令《海洋委員會組織法》、《海洋委員會海巡署組織法》將於同年7月4日開始施行。[6]海洋委員會原預定2016年7月4日成立，將統合中華民國所有關於海洋、海岸的事務；原行政院海岸巡防署降編入海洋委員會改為海洋委員會海巡署，並新設海洋委員會海洋保育署與國家海洋研究院。[7][8]
  - 3月21日，立法院通過臨時提案，暫緩施行《海洋委員會組織法》。[9]
  - 6月30日，行政院發布命令《海洋委員會組織法》、《海洋委員會海巡署組織法》暫緩施行。[10]
  - 7月15日，立法委員再次提案修正《海洋委員會組織法》，擬將海洋委員會改為「海洋部」，並將漁業署納入所屬機關。[11][12]
  - 12月，55名跨黨派立法委員連署提案，改設「海洋及漁業部」，並將航港、氣象等機關也納入。[13]
- 2017年8月17日，行政院宣布海洋委員會於2018年4月在高雄市成立[14]。
- 2018年4月28日，「海洋委員會」正式成立。
- 2025年3月，行政院會通過《國家海洋科技營運中心設置條例》草案送交立法院審議，海洋委員會力求隔年國家海洋科技營運中心（行政法人，監督機關為海洋委員會）能正式成立。[15]

## 歷任主任委員
| 任別 | 肖像          | 姓名   | 政黨       | 就職時間      | 卸任時間                                                                                         | 備註                                     |
| ---- | ------------- | ------ | ---------- | ------------- | ------------------------------------------------------------------------------------------------ | ---------------------------------------- |
| 1    |               | 黃煌煇 | 無黨籍     | 2018年4月28日 | 2019年1月13日                                                                                    | 曾任國立成功大學校長、海洋工程學家       |
| 代理 |               | 李仲威 | 無黨籍     | 2019年1月14日 | 2019年2月12日                                                                                    | 副主任委員代理                           |
| 2    | 2019年2月13日 | 李仲威 | 無黨籍     | 2022年9月1日  | 曾任海軍副司令、國防部常務次長、行政院海岸巡防署署長、海洋委員會副主任委員兼海洋委員會海巡署署長 |                                          |
| 代理 |               | 周美伍 | 無黨籍     | 2022年9月2日  | 2023年1月30日                                                                                    | 政務副主任委員兼海洋委員會海巡署署長代理 |
| 3    |               | 管碧玲 | 民主進步黨 | 2023年1月31日 | 現任                                                                                             | 曾任第6－10屆立法委員                    |

## 組織
- 主任委員1人（特任）
  - 副主任委員3人（2位政務副主任委員比照簡任第十四職等，常務副主任委員列簡任第十四職等；其中一人兼任海巡署署長）
    - 主任秘書1人（簡任第十二職等、警監或少將）
    - 技監1人（簡任第十二職等）
    - 參事3人（簡任第十二職等、警監或少將）
    - 處長5人（簡任第十二職等、警監或少將）
    - 副處長5人（簡任第十一職等、警監或少將）
    - 主任2人（簡任第十職等至第十一職等、警監或少將、上校）
    - 專門委員10人（簡任第十職等至第十一職等、警監或少將、上校）
    - 高級分析師1人（簡任第十職等至第十一職等）
      - 科長17人（薦任第九職等、警正或中校）
      - 技正3人（薦任第八職等至第九職等；內1人得列簡任第十職等至第十一職等）
      - 視察12人（薦任第八職等至第九職等、警正或中校）
      - 分析師1人（薦任第七職等至第九職等）
      - 專員16人（薦任第七職等至第九職等、警正或中校、少校）
      - 設計師1人（薦任第六職等至第八職等）
      - 技士5人（委任第五職等或薦任第六職等至第七職等）
      - 科員30人（委任第五職等或薦任第六職等至第七職等、警佐或警正或少校、上尉、中尉）
        - 助理員3人（委任第四職等至第五職等）
        - 技佐2人（委任第四職等至第五職等）
        - 助理設計師2人（委任第四職等至第五職等）
        - 書記3人（委任第一職等至第三職等）

### 業務單位
- 綜合規劃處：下設綜合計畫、情勢研展、管考法規科
- 海洋資源處：下設海洋保育、海洋環境、海洋產業科
- 海域安全處：下設海洋權益、海事安全、海域執法科
- 科技文教處：下設海洋科技、海洋文化、海洋教育科
- 國際發展處：下設國際組織、國際合作、策略發展科
- 秘書室
- 人事處
- 政風處
- 主計處
- 資訊室
- 國會聯絡組（任務編組）

### 所屬機關（構）
- 海巡署
- 海洋保育署
- 國家海洋研究院

## 辦公廳舍

### 會本部

#### 高雄軟體科技園區鴻海軟體研發大樓（2018年迄今）
- 位於高雄市前鎮區成功二路25號4樓（高雄軟體科技園區鴻海軟體研發大樓），向民間業主承租使用（自2018年起簽約四年）。[19]
- 所屬海洋保育署位於同棟大樓7樓，國家海洋研究院則位於11樓。

#### 海洋委員會暨所屬機關合署辦公廳舍（興建中）
- 位於高雄市三民區美都路與德裕街口，委託內政部國土管理署南區都市基礎工程分署協助代辦，趙建銘築師事務所設計監造，春原營造股份有限公司承攬施工，基地面積約3683平方公尺，興建地上7層、地下2層建築物，預計2026年2月完工。[20][21]
- 興建完成後，將由海洋委員會及所屬海洋保育署、國家海洋研究院進駐使用。

### 北部辦公室
- 位於臺北市文山區興隆路三段296號（海洋委員會海巡署署本部）。
- 因多數中央行政機關、立法院均集中在大臺北地區，考量與他機關溝通、聯繫需求，以及立法院開議期間方便就近備詢，於海巡署內設有北部辦公室，所需人力由海巡署派員支援。

### 引用
1. ↑  . 中央社 CNA. 2018-03-27  [2018-03-27]. （原始内容存档于2018-03-27） （中文）.
2. ↑  羅添斌. . 自由時報電子報. 2018-03-12  [2018-03-30]. （原始内容存档于2018-03-30） （中文）.
3. ↑  . 2015-07-08  [2018-04-28]. （原始内容存档于2019-02-21）.
4. ↑   (PDF). 2015-06-29  [2015-07-08]. （原始内容存档 (PDF)于2016-03-04）.
5. ↑  . 2015-07-08  [2015-07-08]. （原始内容存档于2018-04-29）.
6. ↑  行政院105年01月08日院授發社字第1051300010號令：104年7月1日制定公布之「海洋委員會組織法」、「海洋委員會海巡署組織法」，自105年7月4日施行 （页面存档备份，存于），政府公報資訊網，2015-1-11
7. ↑  朝野共識 海洋委員會下設海洋保育署 （页面存档备份，存于），中央社，2015-5-6
8. ↑  立院三讀設海洋委員會專責海洋事務 （页面存档备份，存于），中央社，2015-6-16
9. ↑  立院通過臨提 暫緩海洋委員會組織法 （页面存档备份，存于），中央社，2016-3-21
10. ↑  行政院105年06月30日院授發社字第1051300821號令：廢止本院105年1月8日院授發社字第1051300010號令有關「海洋委員會組織法」及「海洋委員會海巡署組織法」之施行日期，自即日生效 （页面存档备份，存于），政府公報資訊網，2016-7-4
11. ↑  . 2015-07-13  [2016-08-25]. （原始内容存档于2020-11-22）.
12. ↑   (PDF). 2015-07-22  [2016-08-25]. （原始内容存档 (PDF)于2016-08-29）.
13. ↑  . 自由時報. 2016-12-19  [2016-12-24]. （原始内容存档于2016-12-25）.
14. ↑  政院明年4月成立「海洋委員會」 海巡署將納入 （页面存档备份，存于），自由時報，2017-8-17
15. ↑  提升台灣海洋科技能力 海科中心設置條例初審通過，自由時報，2025-5-28
16. ↑  . 中央社.   [2022-09-01]. （原始内容存档于2022-10-28） （中文（臺灣））.
17. ↑  . NOWnews今日新聞. 2022-09-01  [2022-09-01]. （原始内容存档于2022-10-05） （中文（臺灣））.
18. ↑  . 中央社. 2023-01-26  [2023-01-26]. （原始内容存档于2023-01-26）.
19. ↑  自由時報電子報. . 自由時報電子報. 2018-03-12  [2021-01-12]. （原始内容存档于2020-11-26） （中文（臺灣））.
20. ↑  中華民國海洋委員會. . 海洋委員會全球資訊網. 中華民國海洋委員會.   [2022-12-02]. （原始内容存档于2022-12-02） （中文）.
21. ↑  內政部營建署. . 內政部營建署全球資訊網. 內政部營建署.   [2022-12-02]. （原始内容存档于2022-12-02） （中文）.

## 外部連結
- （繁體中文）海洋委員會（页面存档备份，存于）